# Lenzsiedlung
| Basisdaten          | Basisdaten              |
| ------------------- | ----------------------- |
| Bundesland:         | Hamburg                 |
| Bezirk:             | Eimsbüttel              |
| Stadtteil:          | Lokstedt                |
| Fläche:             | 0,0764 km²              |
| Einwohner:          | rund 3.000              |
| Bevölkerungsdichte: | 39.267 Einwohner je km² |
| Postleitzahl:       | 22527                   |
| Kfz-Kennzeichen:    | HH                      |

Die Lenzsiedlung ist eine in den 1970er und 1980er Jahren gebaute Siedlung in der Stadt Hamburg. Sie befindet sich im Bezirk Eimsbüttel am südlichen Rand Lokstedts, an die Stadtteile Stellingen und Eimsbüttel grenzend.

## Beschreibung
Die Großsiedlung entstand nach dem städtebaulichen Leitbild „Urbanität durch Dichte“ in zwei Phasen. Zunächst entstand in den Jahren 1976 und 1978 der südliche Teil mit 9- bis 13-geschossigen Hochhäusern. Der nördliche Teil mit 3- bis 5-geschossigen Klinkerbauten war 1984 bezugsfertig. Die Häuser wurden fast ausschließlich im Rahmen des sozialen Wohnungsbaus errichtet. Insgesamt beinhaltet die Lenzsiedlung 1130 Sozialwohnungen. Der größte Teil ist Eigentum der SAGA.
Die Anbindung an öffentliche Verkehrsmittel ist sehr gut. Die Innenstadt ist mit der U-Bahn in 15 Minuten zu erreichen. In der direkten Umgebung liegen zwei Grundschulen und eine Stadtteilschule. In der Siedlung selbst befindet sich ein Bürgerhaus, das von einem Verein betrieben wird.

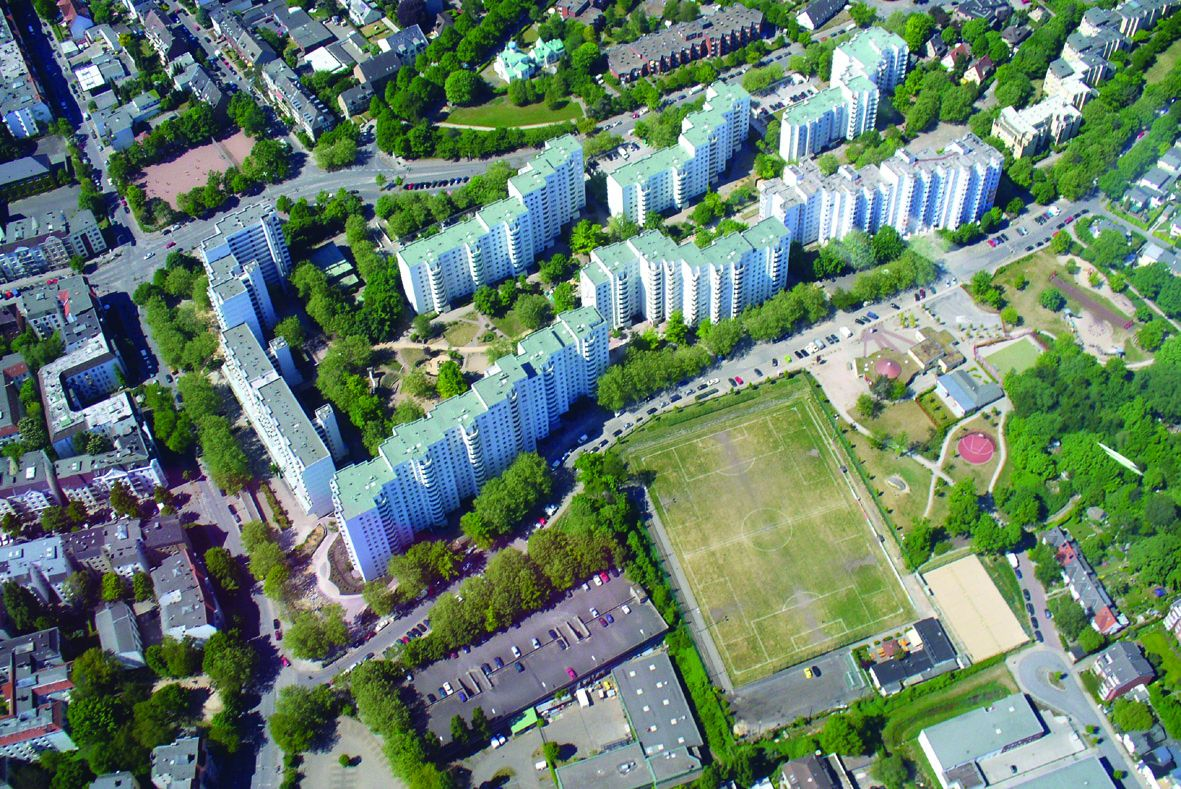
Lenzsiedlung

In der Siedlung leben rund 3000 Menschen. Die folgenden Zahlen entsprechen dem Stand des Jahres 2007: 30 % der Einwohner sind Kinder und Jugendliche unter 18 Jahre, 10 % sind über 65 Jahre alt. In der Siedlung wohnen viele junge Familien. Der Anteil von Anwohnern anderer Herkunft beträgt 40 %. Bei den 25- bis 29-Jährigen liegt der Anteil bei über 60 %. Der Anteil der Erwerbslosen liegt bei 14,8 % und somit weit über dem Bundesdurchschnitt. Im Jahr 2005 bezog jeder dritte Bewohner Sozialleistungen nach dem Zweiten und Zwölften Buch Sozialgesetzbuch.
In den Jahren 2000 bis 2007 nahm der Hamburger Senat die Lenzsiedlung in die Förderprogramme „Soziale Stadtteilentwicklung“ und „Aktive Stadtteilentwicklung“ auf, um das schlechte Image des Quartiers und die Wohn-, Arbeits- und Gesundheitssituation der Bewohner zu verbessern. Ergebnis war unter anderem die Gründung eines Stadtteilbeirats, in dem sich Bewohner, Einrichtungen und Vertreter der Politik treffen, Kursangebote für die Bewohner und Sanierung der Fassaden und Außenanlagen. Das Bürgerhaus hat sich in dieser Zeit zu einem Zentrum für viele Bewohner entwickelt. Die Aufwertungsmaßnahmen wurden mit Mitteln der Eigentümer, Spenden und Mitteln aus dem Programm Soziale Stadt gefördert und mit mehreren Preisen ausgezeichnet.

### Auszeichnungen

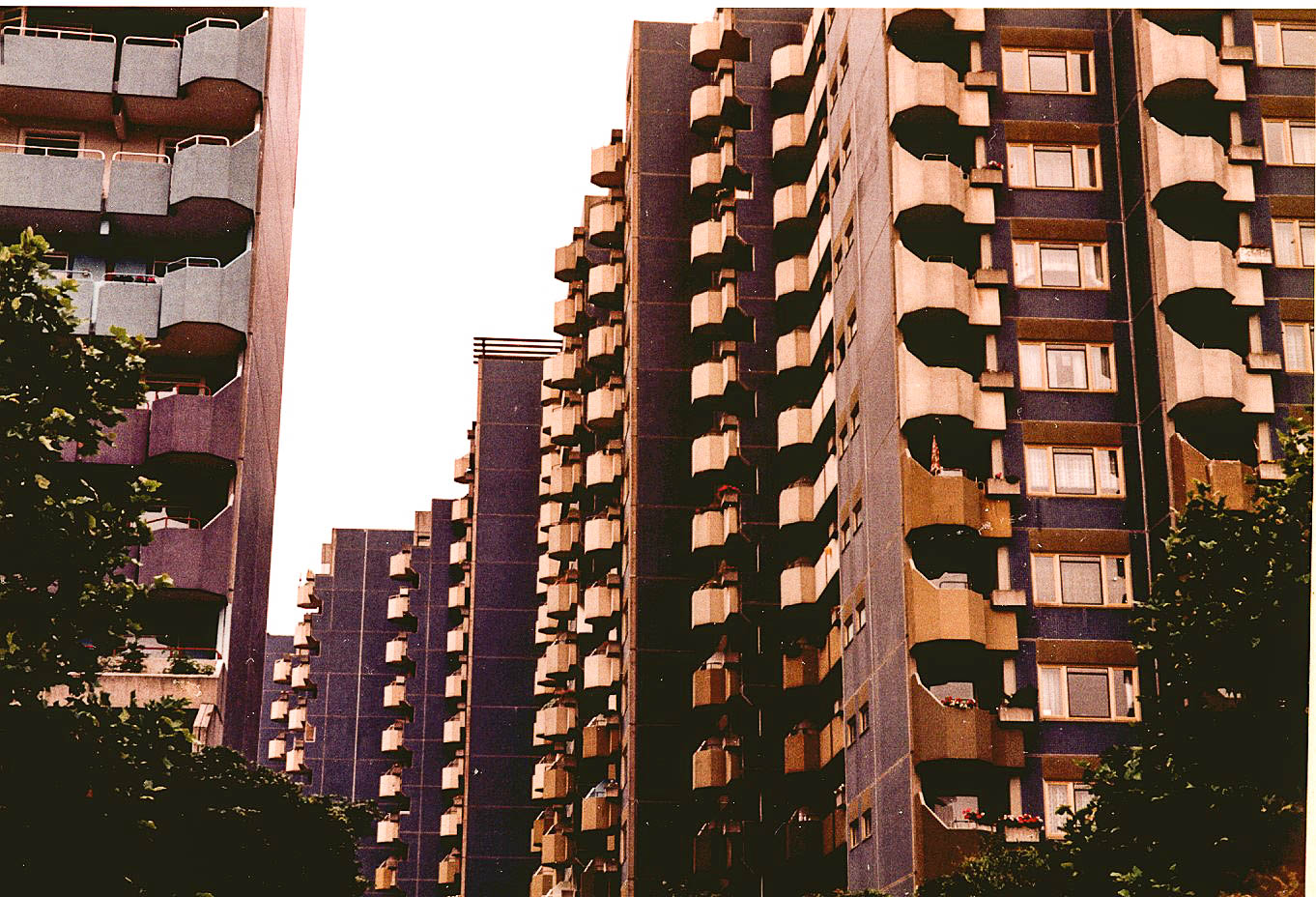
Lenzsiedlung (1984)

- 2004: Bundesauszeichnung „Preis Soziale Stadt“
- 2005: Landes- und Bundessieger „Netzwerk Nachbarschaft“
- 2006: Bundesauszeichnung „Ausgewählter Ort im Land der Ideen“
- 2007: Preis der BürgerStiftung Hamburg und „Familie gewinnt“  des Hamburger Senats
- 2008: Anstiften der Körber-Stiftung
- 2009: Familie gewinnt
- 2010: psd-Nordbank / Mopo Stadtteilpreis
- 2011: Bundessieger beim Wettbewerb „Die schönsten Straßenfeste“- Netzwerk Nachbarschaft
- 2014: Preisträger „Die schönsten Nachbarschafts-Aktionen 2014“ des Netzwerk Nachbarschaft, Qualitätspreis der Akademie für öffentliches Gesundheitswesen (gemeinsam mit dem Gesundheitsamt des Bezirks Eimsbüttel)
- 2015: Preisträger des Budnianer-Hilfe Preise für das Projekt each1teach1
- 2016: Hamburger des Jahres 2016 in der Kategorie Soziales von Hamburg 1
- 2017: MOPO/PSD Bank Stadtteilpreis
- 2019: Gewinnerin beim Ideenwettbewerb – Wie sieht Vielfalt aus? der Diakonie Hamburg für „Familienkulturen und Zusammenleben visuell“ gemeinsam mit migrantas e.V.
- 2020: AOK-Förderpreis „Gesunde Nachbarschaften“ Teilnehmer des Jahres 2020 für den „Tante-Emma-Laden“
- 2023: Nachhaltigkeitspreis 2023 der Hamburger Sparkasse für das Projekt PrimaKlima Lenzsiedlung